# Каменка (Репкинский район)
Каменка (укр. Кам'янка) — село в Репкинском районе Черниговской области Украины. Население 90 человек. Занимает площадь 1,19 км².
Код КОАТУУ: 7424483002. Почтовый индекс: 15020. Телефонный код: +380 46241.

## Власть
Орган местного самоуправления — Задериевский сельский совет. Почтовый адрес: 15020, Черниговская обл., Репкинский р-н, с. Задериевка, ул. Петренко, 17. Тел.: +380 (4641) 4-74-31; факс: 4-74-31.